# Първи сезон на „Алфред Хичкок представя“
Първият сезон на „Алфред Хичкок представя“ включва 39 епизода, излъчени през 1955 – 1956 година.

## Епизоди

### Епизод 1
„Отмъщението“ (на английски: Revenge) е първи епизод от първи сезон на телевизионния американски съспенс сериал-антология „Алфред Хичкок представя“. Епизодът е режисиран от Алфред Хичкок и се излъчва по канал CBS на 2 октомври 1955 г.
Самолетния механик Карл Спан (Ралф Мийкър) и неговата съпруга, балерината Елза (Вера Майлс) живеят в каравана. Карл работи и се грижи за Елза, която страда от нервно разстройство. Един ден Карл се прибира след работа и намира караваната преобърната, а жена си в шок. Тя му разказва, че някакъв мъж е нахлул в къщата и я е нападнал, но не си спомня никакви подробности. Докторът препоръчва да напуснат караваната и да се преместят в хотел. По време на пътуването към хотела, Елза се вглежда в един от преминаващите пешеходци и прошепва „Ето го! Това е мъжът!“ Тогава жадния за отмъщение Карл решава да раздаде правосъдие, проследява мъжа до хотелската му стая и го убива. След това слиза спокойно до колата и продължава пътуването към съседния град. По пътя Елза отново посочва един минувач с думите „Ето го! Това е мъжът!“.

### Епизод 4
„Видях цялата случка“ (на английски: I Saw the Whole Thing) е телевизионен филм – епизод № 4 от първия сезон на телевизионния американски сериал-антология „Часът на Алфред Хичкок“. Филмът е режисиран от Алфред Хичкок и се излъчва по канал CBS на 11 октомври 1962 г. Този черно-бял филм е последния режисьорски принос на Алфред Хичкок за телевизията.
Писателят на мистерии Майкъл Барнс (Джон Форсайт) е обвинен в причиняване на фатална катастрофа между мотоциклет и неговия автомобил. Очевидците обаче са ненадежни свидетели. Когато случаят се разглежда в съда, Барнс се защитава сам. Всеки от свидетелите е видял само част от инцидента, и свидетелства за това, което смята, че се е случило, а не за фактите, което е видял в действителност. Накрая като свидетел е призован Джордж Пибоди (Били Уелс), който единствен е видял цялата случка. В крайна сметка, Барнс е освободен, след като се разкрива, че той не е бил зад волана. Шофьор е била бременната му съпруга. Барнс се решил да обвини себе си за участието в катастрофата, защото решава, че жена му няма да може да понесе шума по време на процеса.

### Епизод 7
„Разплакването“ (на английски: Breakdown) е епизод № 7 от първия сезон на телевизионния американски съспенс сериал-антология „Алфред Хичкок представя“. Епизодът е режисиран от Алфред Хичкок и се излъчва по канал CBS на 13 ноември 1955 г.
Уилям Калу (Джоузеф Котън) е груб и безсърдечен бизнесмен на когото са чужди човешките слабости като: чувствителност, съжаление и сълзи. Докато шофира за среща в Ню Йорк, Калу претърпява катастрофа – врязва се с колата си в отряд затворници е премазва надзирателите. Събужда се и разбира, че макар и с ясна мисъл, е напълно парализиран, без да може да помръдне и да говори, с изключение на малкия пръст на едната ръка. Първо част от затворниците ограбват багажа и колата, след това други събличат дрехите му. Всички, го смятат за мъртъв, в това число полицаят и съдебния лекар. Той започва да мисли, че никой няма да разбере че е само парализиран, и че дори ще го погребат жив. В края на епизода ужасеният Калу се разплаква на масата за аутопсии в моргата, и така патологът разбира, че той все още е жив.

### Епизод 10
„Случаят на мистър Пелъм“ (на английски: The Case of Mr. Pelham) е епизод № 10 от първия сезон на сериала. Епизодът е режисиран от Алфред Хичкок и се излъчва по канал CBS на 4 декември 1955 г.
Богатият Уолтър Пелъм (Том Юъл) открива, че някой друг се представя за него. С надеждата да разкрие „двойника“, Пелъм запознава с проблемите си д-р Харли (Реймънд Бейли) и предприема драстични мерки. Променя външния си вид, навиците си, дори почерка и вратовръзката си. За нещастие другият винаги е на една крачка пред г-н Пелъм и по всичко личи, че целта му е напълно да превземе живота на истинския. Развръзката е драматична – личният иконом на г-н Пелъм Хенри Патерсън (Юстъс Уотсън) не може да го разпознае, и неговият двойник заема мястото му, а истинският г-н Пелъм е отведен в лудницата като неизлечимо болен.

### Епизод 23
„Да се върнеш за Коледа“ (на английски: Back for Christmas) е епизод № 23 от първия сезон на телевизионния американски съспенс сериал-антология „Алфред Хичкок представя“. Епизодът е режисиран от Алфред Хичкок и се излъчва по канал CBS на 4 март 1956 г.
Властната съпруга Хърмаяни Карпентър (Изабел Елсъм) иска да отиде на пътешествие в Америка, след което да се върне в Англия за Коледа. Но нейния мъж под чехъл Хърбърт (Джон Уилямс) има други намерения. След като убива жена си и я заравя в избата, сам заминава за Америка. Той вярва, че докато се върне в Англия, циментът покриващ Хърмайни ще се е втвърдил и той ще излезе чист от играта. За зла участ разбира, че Хърмаяни е планувала малка семейна изненада за Хърбърт – ангажирала е малко преди смъртта си строителна фирма, която да изкопае земята и да свали нивото на пода на избата.